# Pembroke Park
Pembroke Park ist eine Stadt im Broward County im US-Bundesstaat Florida. Das U.S. Census Bureau hat bei der Volkszählung 2020 eine Einwohnerzahl von 6.260 ermittelt.

## Geographie
Pembroke Park liegt auf 25°59'4" nördlicher Breite und 80°10'38" westlicher Länge. Die Stadt liegt an der Ostküste Floridas, etwa fünf Kilometer vom Atlantischen Ozean entfernt. Die Großstädte Fort Lauderdale und Miami befinden sich 15 Kilometer in nördlicher bzw. 20 Kilometer in südlicher Richtung. In der Nachbarschaft liegen Miramar im Westen, Miami-Dade County im Süden, Hallandale Beach im Osten, und Hollywood im Nordosten. Der Flughafen Fort Lauderdale befindet sich in einer Entfernung von 10 Kilometern im Norden. Im Osten wird die Stadt vom Interstate 95 tangiert und der Florida Turnpike verläuft in kurzer Entfernung im Westen. Außerdem verläuft die Florida State Road 858 durch die Stadt.

## Geschichte
Die Stadt erhielt ihren Namen aufgrund der Lage am Pembroke Road und wurde am 12. Dezember 1957 gegründet. Ein großer Teil der Bevölkerung lebt in Mobilheimen. Außerdem gibt es Standplätze für Wohnwagen.

### Demographische Daten
Laut der Volkszählung 2010 verteilten sich die damaligen 6102 Einwohner auf 3695 Haushalte. Die Bevölkerungsdichte lag bei 1326,5 Einw./km². 37,6 % der Bevölkerung bezeichneten sich als Weiße, 55,3 % als Afroamerikaner, 0,3 % als Indianer und 1,3 % als Asian Americans. 2,4 % gaben die Angehörigkeit zu einer anderen Ethnie und 3,1 % zu mehreren Ethnien an. 18,1 % der Bevölkerung bestand aus Hispanics oder Latinos.
Im Jahr 2010 lebten in 36,7 % aller Haushalte Kinder unter 18 Jahren sowie 27,2 % aller Haushalte Personen mit mindestens 65 Jahren. 65,9 % der Haushalte waren Familienhaushalte (bestehend aus verheirateten Paaren mit oder ohne Nachkommen bzw. einem Elternteil mit Nachkomme). Die durchschnittliche Größe eines Haushalts lag bei 2,42 Personen und die durchschnittliche Familiengröße bei 2,88 Personen.
27,3 % der Bevölkerung waren jünger als 20 Jahre, 29,1 % waren 20 bis 39 Jahre alt, 20,9 % waren 40 bis 59 Jahre alt und 22,7 % waren mindestens 60 Jahre alt. Das mittlere Alter betrug 35 Jahre. 46,8 % der Bevölkerung waren männlich und 53,2 % weiblich.
Das durchschnittliche Jahreseinkommen lag bei 30.569 $, dabei lebten 21,0 % der Bevölkerung unter der Armutsgrenze.
Im Jahr 2000 war Englisch die Muttersprache von 73,87 % der Bevölkerung, spanisch sprachen 11,49 % und 14,64 % hatten eine andere Muttersprache.
|           | 1960 | 1970  | 1980  | 1990  | 2000  | 2010  | 2019  |
| --------- | ---- | ----- | ----- | ----- | ----- | ----- | ----- |
| Einwohner | 569  | 2.949 | 5.326 | 4.933 | 6.299 | 6.102 | 6.749 |

## Kriminalität
Die Kriminalitätsrate lag im Jahr 2010 mit 237 Punkten (US-Durchschnitt: 266 Punkte) im durchschnittlichen Bereich. Es gab vier Morde, zwölf Vergewaltigungen, 92 Raubüberfälle, 168 Körperverletzungen, 1102 Einbrüche, 3619 Diebstähle, 305 Autodiebstähle und fünf Brandstiftungen.